# Insurrection de Hambourg
L'insurrection de Hambourg (en allemand Hamburger Aufstand) est une révolte armée lancée le 23 octobre 1923 par la section de Hambourg du Parti communiste d'Allemagne (KPD). Ce soulèvement fait partie de l'opération dite de l'octobre allemand, par lequel l'Internationale communiste escompte déclencher une révolution dans l'ensemble de l'Allemagne, sur le modèle de la révolution d’Octobre de 1917 en Russie. L'insurrection nationale est cependant annulée au dernier moment par la direction du KPD ; l'épisode de Hambourg est ainsi la seule partie de l'opération à être déclenchée comme prévu, car les communistes locaux n'ont pas été informés à temps que l'« octobre allemand » n'aurait pas lieu.
L'insurrection, sans espoir du fait de son isolement, est écrasée dans la soirée du 23 au 24 octobre. 24 postes de polices (17 à Hambourg, 7 dans la province du Schleswig-Holstein) sont pris d'assaut et 100 personnes trouvent la mort.

## Contexte
Au début des années 1920, la République de Weimar. Durant l'année 1923, la situation économique se détériore rapidement, surtout du fait de l'hyperinflation. L'Occupation de la Ruhr radicalise les débats politiques. En août, une grève entraîne la chute du gouvernement de Wilhelm Cuno. Le contexte politique allemand amène l'Internationale communiste à croire qu'une révolution en Allemagne est possible. Des plans d'insurrection sont élaborés à Moscou au cours de réunions entre des dirigeants soviétiques et des représentants du KPD. L'entrée des communistes dans les gouvernements sociaux-démocrates de Saxe et de Thuringe sera l'occasion de lancer une grève générale qui débouchera sur une insurrection nationale et une prise du pouvoir.

## Déroulement
La conférence des conseils d'entreprise, qui se tient à Chemnitz le 21 octobre, et qui devait décider du lancement de la grève générale, ne se déroule cependant pas comme l'avaient prévu les communistes : les sociaux-démocrates de gauche, dont ils espéraient le soutien, refusent de s'associer à l'action. Décontenancée, la direction du KPD décide d'annuler l'« octobre allemand ».
Une erreur dans la chaîne de transmission de l'information aboutit à ce que les communistes de Hambourg, dirigés par Ernst Thälmann, reçoivent au contraire, dans la nuit du 22 au 23 octobre, l'ordre de lancer le soulèvement. À 5 heures du matin, des émeutiers s'en prennent aux commissariats de police, afin de récupérer des armes qui manquent aux insurgés. Alors que le KPD à Hambourg comprend 14 000 membres, seuls 300 jouent un rôle actif dans le soulèvement. Ils s'emparent de 250 fusils.
Après Hambourg, Altona et l'arrondissement de Stormarn se lancent dans l'insurrection. Les postes de police à Bramfeld et Billstedt (de) sont attaqués et vidés. À Bad Oldesloe, Ahrensburg et Rahlstedt, des barricades empêchent la circulation routière et ferroviaire. À Bargteheide, le maire est enlevé et une « République soviétique de Stormarn » est proclamée.
À Barmbek-Süd (de), Eimsbüttel et dans le quartier de Schiffbek (de), la révolte est matée au bout de quelques heures. Les insurgés ne reçoivent le soutien de la population qu'à Barmbek, où le KPD avait obtenu 20 % des voix lors des précédentes élections, et où des habitants aident à monter des barricades et apportent de la nourriture aux communistes. Ils maintiennent leurs positions toute la journée, avant de se retirer dans la nuit.

## Conséquences
Le soulèvement fait plus de 100 morts et de 300 blessés : on compte parmi les victimes 17 policiers, 24 insurgés et 61 civils. 1 400 personnes sont arrêtées. Le principal procès, visant 191 insurgés, a lieu en février 1925 au tribunal d'Altona. Ernst Thälmann reste plusieurs mois dans la clandestinité.
À long terme, l'insurrection contribue à empoisonner les relations entre le KPD et le SPD. Les sociaux-démocrates refusent de collaborer avec les communistes. Les chefs du KPD, Heinrich Brandler et August Thalheimer, sont démis de leurs fonctions du fait de la débâcle de l'« octobre allemand ». L'insurrection de Hambourg, seule partie du soulèvement à avoir effectivement eu lieu, entretient au contraire la réputation de Ernst Thälmann qui, soutenu par le Komintern, prend la tête du KPD en 1925. L'insurrection contribue à lui donner une aura héroïque au sein du parti. Il se montre ensuite stalinien dévoué, et participe activement à la « bolchevisation » du parti, soit à son étroite surveillance par l'Internationale communiste.

## Filmographie
- Ernst Thälmann – Sohn seiner Klasse, film est-allemand de Kurt Maetzig sorti en 1954.
- Der Hamburger Aufstand Oktober 1923, documentaire TV ouest-allemand de Klaus Wildenhahn en trois parties diffusé en 1971.

## Source, notes et références
1. 1 2 3  Jacques Droz, Le Socialisme en Allemagne, in Histoire générale du socialisme, tome 3 : de 1918 à 1945, Presses universitaires de France, 1977, pages 223-225

- (de) Cet article est partiellement ou en totalité issu de l’article de Wikipédia en allemand intitulé « Hamburger Aufstand » (voir la liste des auteurs).